# Чемпионат Европы по современному пятиборью среди женщин 2011
XIX Чемпионат Европы по современному пятиборью среди женщин 2011 года проводился в городе Медуэй (Великобритания).

## Результаты
| Дисциплина           | Золото                          | Серебро                     | Бронза                            |
| Индивидуальный зачет | Германия · Лена Шёнеборн · 5600 | Венгрия · Адриен Тот · 5548 | Украина · Виктория Терещук · 5536 |
| Командный зачет      | Венгрия · 16340                 | Германия · 16224            | Франция · 15764                   |
| Эстафета             | Венгрия · 5578                  | Германия · 5458             | Франция · 5398                    |

Женщины . Квалификация. Полуфинал «А». 1. Ковач (Венгрия) — 4220. 2. Шонеборн (Германия) — 4108. 3. Тот (Венгрия) — 4108… 10. КОЛЕГОВА — 4080… 12. ХУРАСЬКИНА — 4072.
Полуфинал «Б». 1. Казе (Франция) — 4200. 2. Генесеи (Венгрия) — 4132. 3. Прентис (Великобритания) — 4104… 8. ГРЕЧИШНИКОВА — 4008… 13. РИМШАЙТЕ — 3972.
Женщины. 31 июля 2011 г.

## Индивидуальное первенство
1. Лена Шонеборн (Германия) — 5600
2. Адриен Тот (Венгрия) — 5548
3. Виктория Терещук (Украина) — 5536…
9. Екатерина Хураськина (Россия) — 5428
10. Евдокия Гречишникова (Россия) — 5384…
32. Доната Римшайте (Россия) — 4888…
36. Юлия Колегова (Россия) — 2292

## Командное первенство
1. Венгрия — 16 340
2. Германия — 16 224
3. Франция — 15 764…
6. Россия (Евдокия Гречишникова, Юлия Колегова, Доната Римшайте) — 12 504

## Женщины. Эстафета. 2 августа 2011 г.
1. Венгрия — 5578 (930+1208+1180+2260)
2. Германия — 5458 (734+1048+1180+2496)
3. Франция — 5398 (846+1092+1040+2320)…
9. Россия (Полина Стручкова, Гульназ Губайдуллина, Евдокия Гречишникова) — 4788 (776+1132+1160+1720)
Всего участвовало 9 команд.